# Марк Порций Катон Салониан Младший
Марк По́рций Като́н Салониа́н (лат. Marcus Porcius Catō Salonianus; родился между 133 и 130 годами до н. э. — умер между 95 и 91 годами до н. э.) — римский политический деятель из плебейского рода Порциев, известный как отец Марка Порция Катона Младшего. Предположительно был народным трибуном в 99 году до н. э., умер, баллотируясь в преторы.

## Происхождение
Марк Порций принадлежал к незнатному плебейскому роду, происходившему из Тускулума, что в Лации. Номен Porcius античные авторы связывают с латинским словом porcus — «свинья», из-за чего предполагается, что первые представители этого рода занимались свиноводством. Первым консулом из этой семьи стал Марк Порций Катон, впоследствии прозванный Цензорием.
Будучи уже в очень преклонном возрасте, Катон женился на Салонии — дочери своего вольноотпущенника, который прежде был младшим писцом. В этом браке родился Марк Порций Катон Салониан, достигший должности претора и ставший отцом Салониана Младшего. У последнего был брат, Луций Порций Катон, консул 89 года до н. э. Кроме того, существовала старшая ветвь рода, Катоны Лицинианы (потомки Катона Цензория от первой жены, аристократки Лицинии); к ней принадлежали Марк и Гай, консулы 118 и 114 годов до н. э. соответственно, двоюродные братья Марка и Луция.

## Биография
Дата рождения Марка Порция может быть определена только приблизительно, исходя из ряда факторов. Это требования закона Виллия, установившего определённый минимальный возраст для высших магистратур, наличие брата, претора самое позднее в 92 году до н. э., и тот факт, что Марк умер, баллотируясь в преторы, не раньше 95 и не позже 91 года до н. э. Если Марк был младшим братом, он должен был родиться в 131 или 130 году до н. э.; если старшим — в 133 году до н. э.
Около 100 года до н. э. Катон занимал должность монетного триумвира и чеканил монеты в честь своего деда: на них был изображён храм Победы, основанный будущим Цензорием в 193 году до н. э. Впрочем, есть мнение, что монетарием был другой Марк Порций Катон, из ветви Лицинианов.
Первые упоминания о Марке Порции могут относиться к 100 году до н. э. В это время в Риме обострились внутренние распри: сенаторское сословие и всадничество объединились против политика-популяра Луция Аппулея Сатурнина, который в результате был убит в первый день своего третьего трибуната (10 декабря 100 года до н. э.). Вскоре после этого, по данным Орозия, некие Катон и Помпей предложили законопроект о возвращении из изгнания Квинта Цецилия Метелла Нумидийского — влиятельного нобиля, который возглавлял борьбу с Сатурнином и из-за этого был вынужден оставить Рим. Автор «Истории против язычников» не называет полные имена авторов этой инициативы. Исследователи уверены, что Помпей — это Квинт Помпей Руф, а относительно Катона мнения расходятся. Роберт Броутон полагает, что Орозий имеет в виду Марка, а Фридрих Мюнцер склоняется в сторону Луция. Инициатива двух трибунов встретила всеобщее сочувствие и получила поддержку со стороны ряда представителей нобилитета, но не стала законом из-за активного противодействия ещё одного трибуна, Публия Фурия. За последним, по данным Плутарха и Орозия, стоял старый враг Метеллов Гай Марий.
В целом о жизни Марка Порция известно немногое. Так, он вынес решение по судебному иску Публия Кальпурния Ланария к Тиберию Клавдию Центумалу. Последний продал истцу дом на холме Целий, зная, что это строение надо сносить по требованию авгуров, но не предупредив об этом покупателя. Катон постановил, что Центумал должен возместить Ланарию убытки.
Марк Порций был другом Луция Корнелия Суллы, занимавшего в 90-е годы до н. э. должность претора. Катон тоже выдвинул свою кандидатуру в преторы, но ещё до избрания умер. Точная дата неизвестна; это могло произойти не раньше 95 года до н. э. (тогда родился сын Марка) и не позже 91 года до н. э., когда осиротевшие дети Катона жили в доме своего дяди.

## Семья
Марк Порций был женат с 97 или 96 года до н. э. на Ливии — дочери Марка Ливия Друза (коллеги и оппонента Гая Семпрония Гракха, а позже консула 112 года до н. э. и цензора 109 года до н. э.) и Корнелии. Братом Ливии был ещё один Марк Ливий Друз — народный трибун 91 года до н. э. Для неё это был второй брак: она развелась с Квинтом Сервилием Цепионом, от которого родила двух или трёх детей. Это были Квинт Сервилий Цепион, Сервилия Старшая (впоследствии жена Марка Юния Брута и Децима Юния Силана) и, возможно, Сервилия Младшая (позже — жена Луция Лициния Лукулла). Эти дети после развода родителей остались с матерью, так что они поселились в доме Катона.
У Марка и Ливии было двое детей: дочь Порция (впоследствии жена Луция Домиция Агенобарба) и сын Марк, получивший посмертное прозвание Утический.